# Степан Сулима
Степа́н Іва́нович Сули́ма (Сули́менко) (?, Сулимівка — вересень 1659, Маслів Став) — український військовик доби Гетьманщини. Переяславський полковник (1656).

## Життєпис
Син гетьмана нереєстрових запорозьких козаків Івана Сулими (? — 1635). Брат полковників Війська Запорозького Івана та Федора.
1649 — реєстровий козак Першо-Переяславської полкової сотні. Учасник подій Визвольної війни 1648—1657. У червні 1653 був наказним переяславським полковником. У червні-листопаді 1656 — очолював полк як повний полковник, змінивши на цій посаді Павла Тетерю.
Разом з іншими представниками клану Сулим активно підтримував гетьмана Івана Виговського. 1658 обійняв посаду бориспільського сотника замість Тимофія Цицюри, який перейшов на полковництво. Нобілітований сеймом Речі Посполитої за умовами Гадяцького договору. 30 травня 1659 отримав у ленне володіння містечко Димер, села Демидів і Литвинівку. Проте останні два села вже 16 червня уступив П. Тетері. Того ж року отримав уряд сотника Першо-Переяславської полкової сотні.
Вбитий у вересні 1659 на чорній раді у Масловому Ставі — як прибічник Виговського, під час заколоту Т. Цицюри в Переяславі. Похований в селі Ставки.

## Нащадки
Сини згадані 1661 як дідичі Димера.
Син Самійло — козацький старшина.
Син Олександр (? — 1719) — переяславський полковий хорунжий (1684-1709), полковий суддя (1712-1719).
Син Іван (? — після 1691) — гельмязівський сотник (1684). Батько Петра Сулими (Петрика Іваненка) (? — після 1712) — ватажка антимосковського повстання 1692-1696, гетьмана Ханської України (1698-1712-?).